# (5688) Kleewyck
(5688) Kleewyck es un asteroide perteneciente al cinturón de asteroides descubierto el 12 de enero de 1991 por Eleanor F. Helin desde el Observatorio del Monte Palomar, Estados Unidos.

## Designación y nombre
Designado provisionalmente como 1991 AD2. Fue nombrado Kleewyck en homenaje a Klee Wyck, fue dado por la gente costera de la isla de Vancouver a la famosa artista victoriana, Emily Carr en una de sus muchas expediciones de pintura en el desierto costero a principios del siglo XX. El nombre en el idioma del pueblo Nuu-chah-nulth se traduce como "la sonriente". El nombre también se usó para la amigable orca que sirvió como la mascota oficial de los XV Juegos de la Commonwealth celebrados en Victoria, Columbia Británica, del 18 al 28 de agosto de 1994. Como compensación por una pequeña y temporal cantidad de interferencia leve durante los juegos, la Sociedad de Juegos de la Commonwealth de Victoria ha apoyado firmemente el programa de investigación de asteroides en la Universidad de Victoria, y el nombre elegido para este asteroide refleja la gratitud de los astrónomos a la universidad.

## Características orbitales
Kleewyck está situado a una distancia media del Sol de 2,617 ua, pudiendo alejarse hasta 3,036 ua y acercarse hasta 2,198 ua. Su excentricidad es 0,160 y la inclinación orbital 4,028 grados. Emplea 1546,68 días en completar una órbita alrededor del Sol.

## Características físicas
La magnitud absoluta de Kleewyck es 13,2. Tiene 8,091 km de diámetro y su albedo se estima en 0,17. 